# Ecchymose
Een ecchymose is een kleinvlekkige bloeding in de huid of in een slijmvlies. Qua pathofysiologie lijken ecchymoses op petechiën, purpura of een hematoom. Het betreft hier iedere keer een situatie waarbij bloed buiten de bloedvaten is getreden.